# Paragongylidiellum
Paragongylidiellum là một chi nhện trong họ Linyphiidae.